# Saint Lucia na igrzyskach Wspólnoty Narodów
Saint Lucia zadebiutowała na igrzyskach Wspólnoty Narodów w 1962 roku na igrzyskach w Perth (Australia) i od tamtej pory reprezentacja wystartowała na wszystkich igrzyskach, oprócz zawodów w 1966 i 1974 roku oraz zawodów w latach 1982–1990. Wszystkie dotychczas zdobyte medale wywalczone zostały w konkurencjach lekkoatletycznych.

## Klasyfikacja medalowa
| Igrzyska          | Złoto | Srebro | Brąz | Razem |
| ----------------- | ----- | ------ | ---- | ----- |
| 1962 Perth        | 0     | 0      | 0    | 0     |
| 1970 Edynburg     | 0     | 0      | 0    | 0     |
| 1978 Edmonton     | 0     | 0      | 0    | 0     |
| 1994 Victoria     | 0     | 0      | 0    | 0     |
| 1998 Kuala Lumpur | 0     | 0      | 0    | 0     |
| 2002 Manchester   | 0     | 0      | 1    | 1     |
| 2006 Melbourne    | 0     | 0      | 0    | 0     |
| 2010 Nowe Delhi   | 0     | 0      | 1    | 1     |
| Razem             | 0     | 0      | 2    | 2     |

### Według dyscyplin
| Dyscyplina    | Złoto | Srebro | Brąz | Razem |
| ------------- | ----- | ------ | ---- | ----- |
| Lekkoatletyka | -     | -      | 2    | 2     |
| Razem         | 0     | 0      | 2    | 2     |